# Colluricincla harmonica
El picanzo gris (Colluricincla harmonica) es una especie de ave paseriforme de la familia Pachycephalidae propia de Australasia. Es bastante común en la mayoría de Australia, excepto en las más zonas secas y los desiertos del interior. También se encuentra en Nueva Guinea.
Mide en promedio 24 cm de longitud. Carece de colores llamativos, pero su regalo extraordinario es la bella melodía que canta, incomparable en Australasia, con excepción quizá de la de las dos aves liras y la su pariente norteño, el tordo alcaudón de la piedra arenisca (Colluricincla woodwardii). Se clasifica como especie bajo preocupación menor en la lista de especies amenazadas.

## Enlaces externos

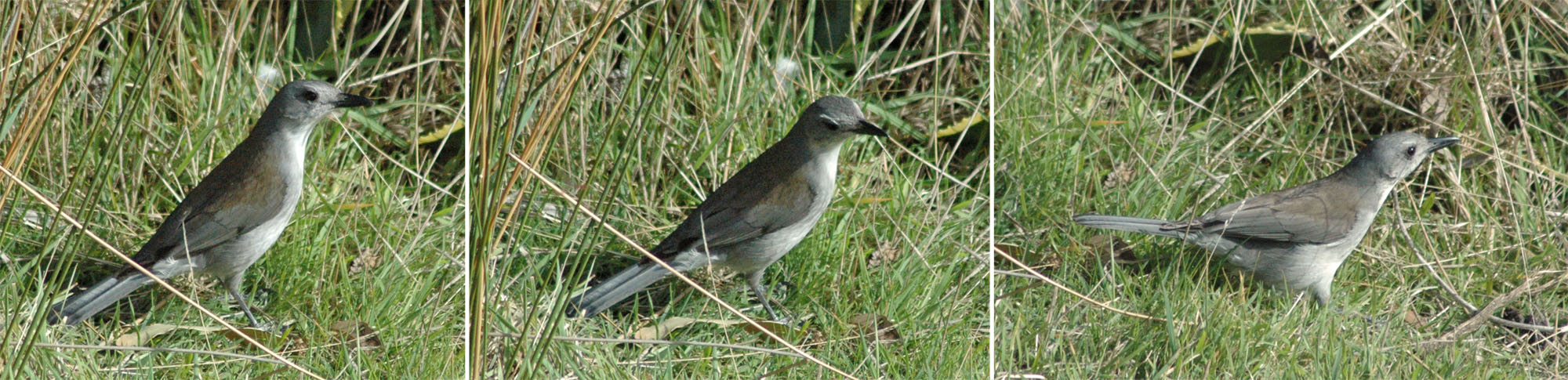
Tordo alcaudón gris de la subespecie C. h. strigata buscando alimentos y materiales para el nido.